# Muzeum Podlaskie w Białymstoku
Muzeum Podlaskie w Białymstoku – największa placówka muzealna województwa podlaskiego.

## Historia Muzeum Podlaskiego w Białymstoku
Zostało powołane w 1949 r. dekretem Ministerstwa Kultury i Sztuki jako pierwsze w dziejach miasta muzeum regionalne.
Jego siedzibą stało się odbudowane prawe skrzydło pałacu Branickich. W marcu 1950 muzeum przeniesiono do Pałacyku gościnnego z 2. poł. XVIII w. przy ul. Kilińskiego. Dnia 1 stycznia 1952 r. placówka została upaństwowiona, a nadzór merytoryczny nad nią objęło Muzeum Narodowe w Warszawie. Po ośmiu latach istnienia (27 VII 1957) Muzeum Regionalne uzyskało rangę muzeum okręgowego i objęło opieką merytoryczną muzea regionalne w Łomży i Suwałkach.
13 września 1958 r. muzeum przeniosło się do odbudowanego ratusza. W związku z powiększeniem się powierzchni powołano nowe pracownie – obok już istniejących, historycznej i archeologicznej, w 1958 r. powstała  pracownia sztuki, w 1962 r. pracownia etnograficzna, a w 1965 r. naukowo-oświatowa.
W 1973 r. nastąpił gwałtowny rozwój muzeum – przekazany mu został pałac w Choroszczy, gdzie utworzono ekspozycję wnętrz. Utworzono także Punkt Muzealny w refektarzu i kaplicy dawnego Pałacu Opatów w Supraślu. Dwa lata później pracownia historyczna przeniosła się z pałacyku gościnnego przy ul. Kilińskiego do zabytkowego Pałacyku Cytronów przy ul. Warszawskiej 37. Powołano także nowy oddział w Tykocinie, z siedzibą w odbudowanej synagodze i domu talmudycznym.
W roku 1982 i na terenach położonych przy szosie do Augustowa powstało Białostockie Muzeum Wsi. W 1984 r., w odrestaurowanym ratuszu w Bielsku Podlaskim, powstało Muzeum w Bielsku Podlaskim. Przełom wieków przyniósł kolejne zmiany nazw instytucji: 27 kwietnia 1998 r. na Państwowe Muzeum w Białymstoku, a 25 kwietnia 2000 r. na Muzeum Podlaskie w Białymstoku.
Od 1 stycznia 2020 Muzeum Podlaskie jest współprowadzone przez Ministerstwo Kultury i Dziedzictwa Narodowego i województwo podlaskie. 10-letnią umowę w tej sprawie podpisano 17 grudnia 2019 roku.
Muzeum Pamięci bł. ks. Jerzego Popiełuszki w Okopach, powstające z inicjatywy Fundacji im. ks. Jerzego Popiełuszki „Dobro”, przy wsparciu zarządu województwa podlaskiego i Ministerstwa Kultury i Dziedzictwa Narodowego (MKiDN), będzie działało jako ósmy oddział Muzeum Podlaskiego w Białymstoku, jako ogólnopolska jednostka, która w sposób kompleksowy ma łączyć funkcje muzealne z ośrodkiem edukacyjnym, centrum dialogi i solidarności, upowszechniając ponadczasowe wartości.

## Struktura Muzeum
Źródło:

### Oddziały

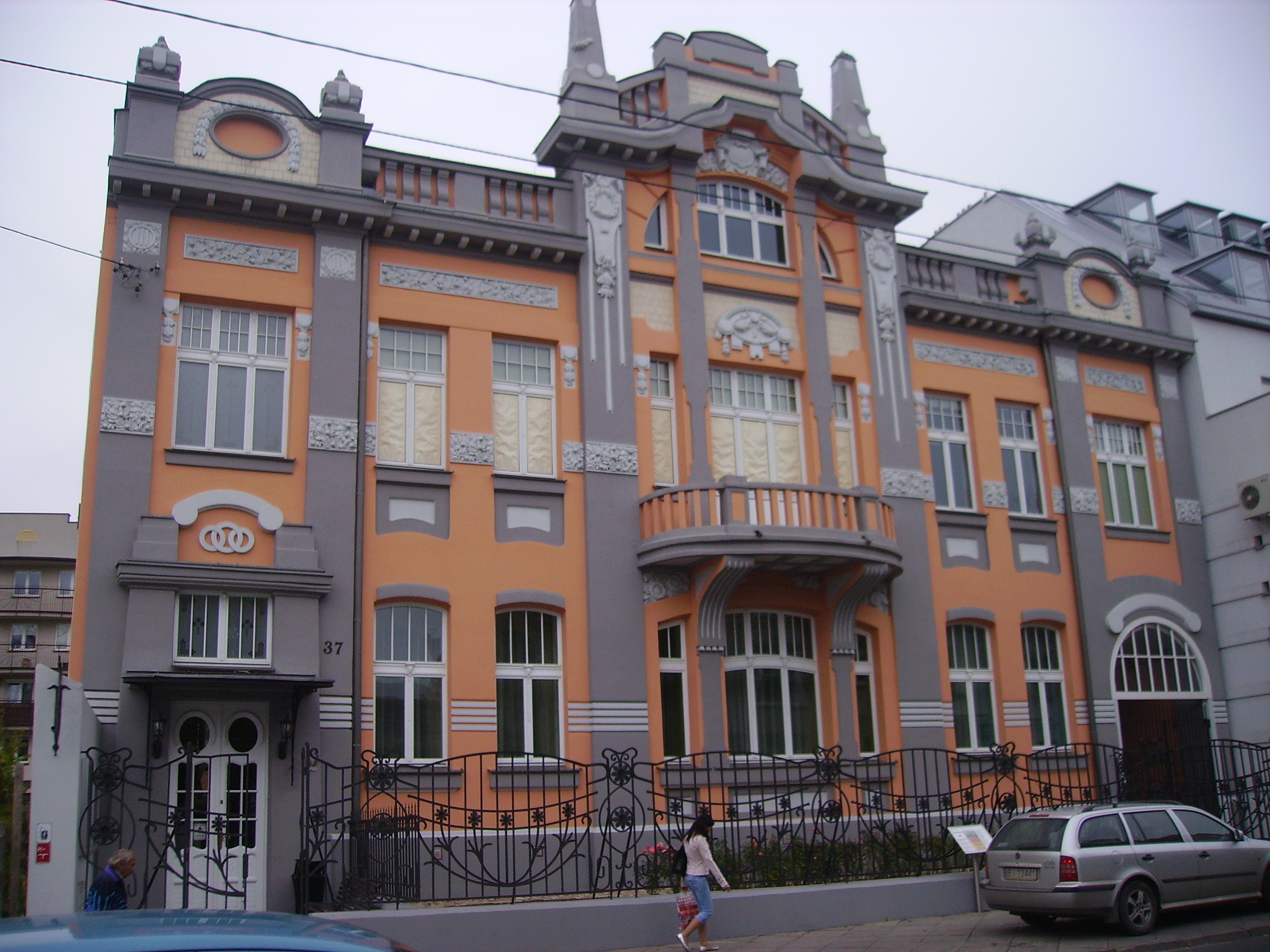
Muzeum Historyczne w Białymstoku

#### Muzeum Podlaskie w Białymstoku
Ratusz w Białymstoku – siedziba główna, Rynek Kościuszki 10

#### Muzeum Historyczne w Białymstoku
ul. Warszawska 37, 15-062 Białystok

#### Muzeum Rzeźby Alfonsa Karnego

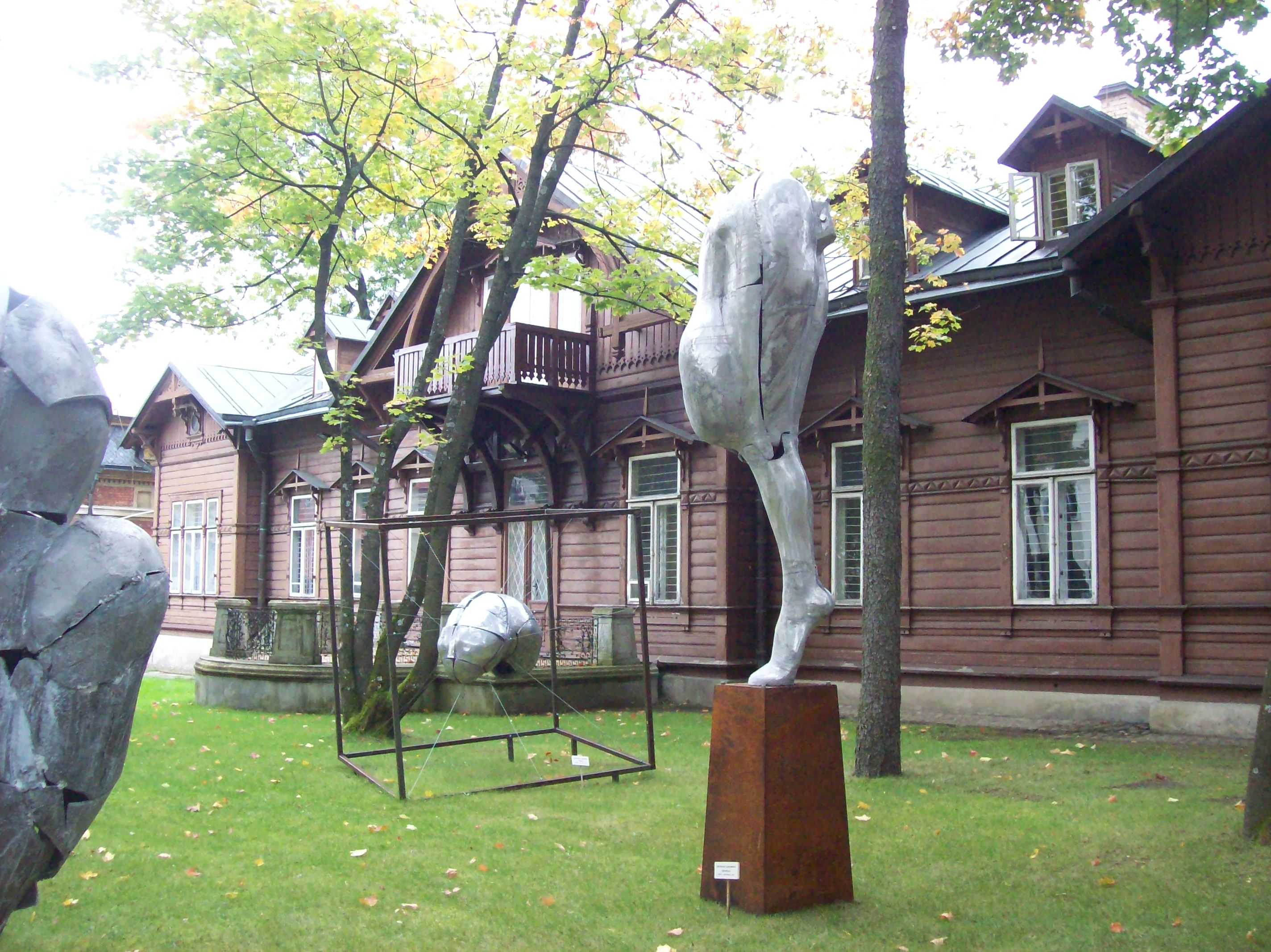
Muzeum Rzeźby Alfonsa Karnego

ul. Świętojańska 17, 15-277 Białystok

#### Muzeum w Tykocinie
ul. Kozia 2, 16-080 Tykocin

#### Muzeum Wnętrz Pałacowych w Choroszczy

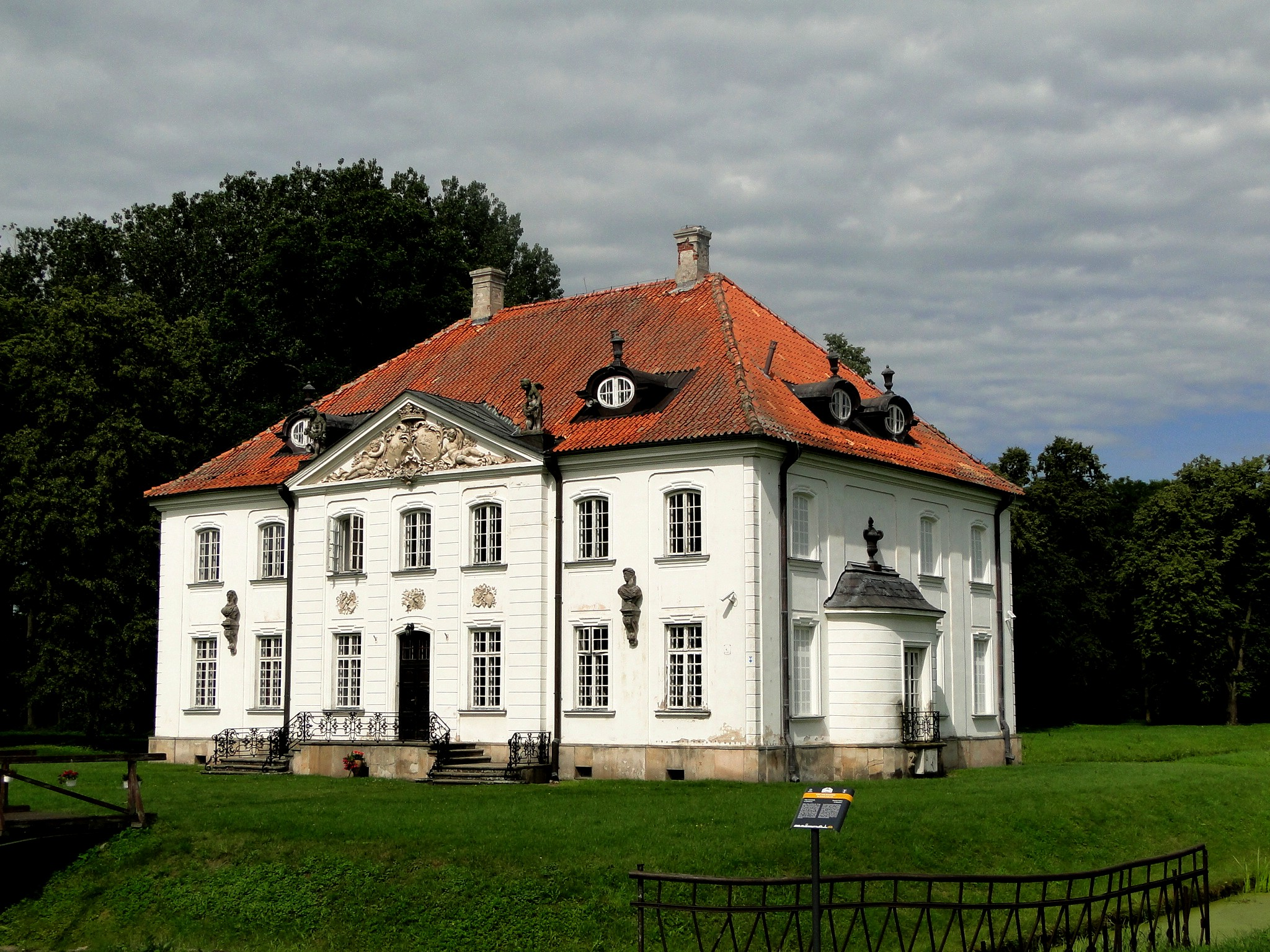
Muzeum Wnętrz Pałacowych w Choroszczy

Oddział Muzeum Podlaskiego w Białymstoku, 16-070 Choroszcz

#### Muzeum w Bielsku Podlaskim

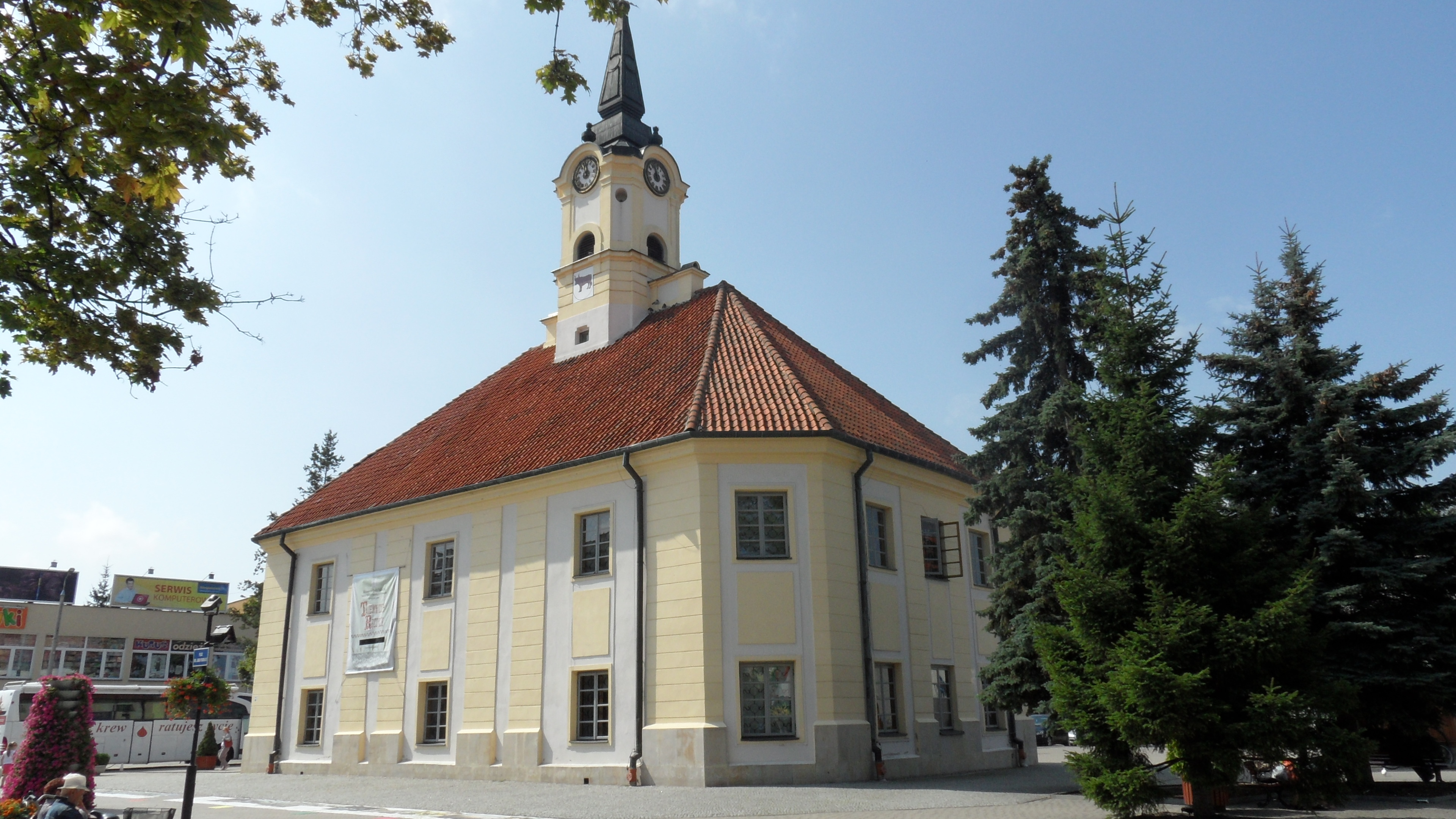
Muzeum w Bielsku Podlaskim

Ratusz, ul. Mickiewicza 45, 17-100 Bielsk Podlaski

#### Muzeum Ikon w Supraślu
ul. Klasztorna 1, 16-030 Supraśl

#### Muzeum Fotografii Wiktora Wołkowa w Turośni Kościelnej[7]
ul. Lipowa 4, 18-106 Turośń Kościelna

### Działy

#### Muzeum Podlaskie DziałArcheologii
Białystok, ul. Bema 11

#### Muzeum Podlaskie DziałSztuki
– Białystok, Ratusz, Rynek Kościuszki 10

#### Muzeum Podlaskie Dział Promocji i Edukacji
– Białystok, Ratusz, Rynek Kościuszki 10

#### Muzeum Podlaskie Dział Finansowo-Księgowy
– Białystok, Ratusz, Rynek Kościuszki 10

#### Muzeum Podlaskie Dział Administracyjno-Gospodarczy
– Białystok, Ratusz, Rynek Kościuszki 10

#### Biblioteka Muzeum Podlaskiego
– Białystok, ul. Świętojańska 17.
Czynna jest od poniedziałku do piątku w godz. 9-15.
Biblioteka gromadzi wydawnictwa z zakresu:
- archeologii
- etnografii
- heraldyki
- historii
- historii sztuki
- muzealnictwa
- oraz dziedzin pokrewnych

## Siedziba główna

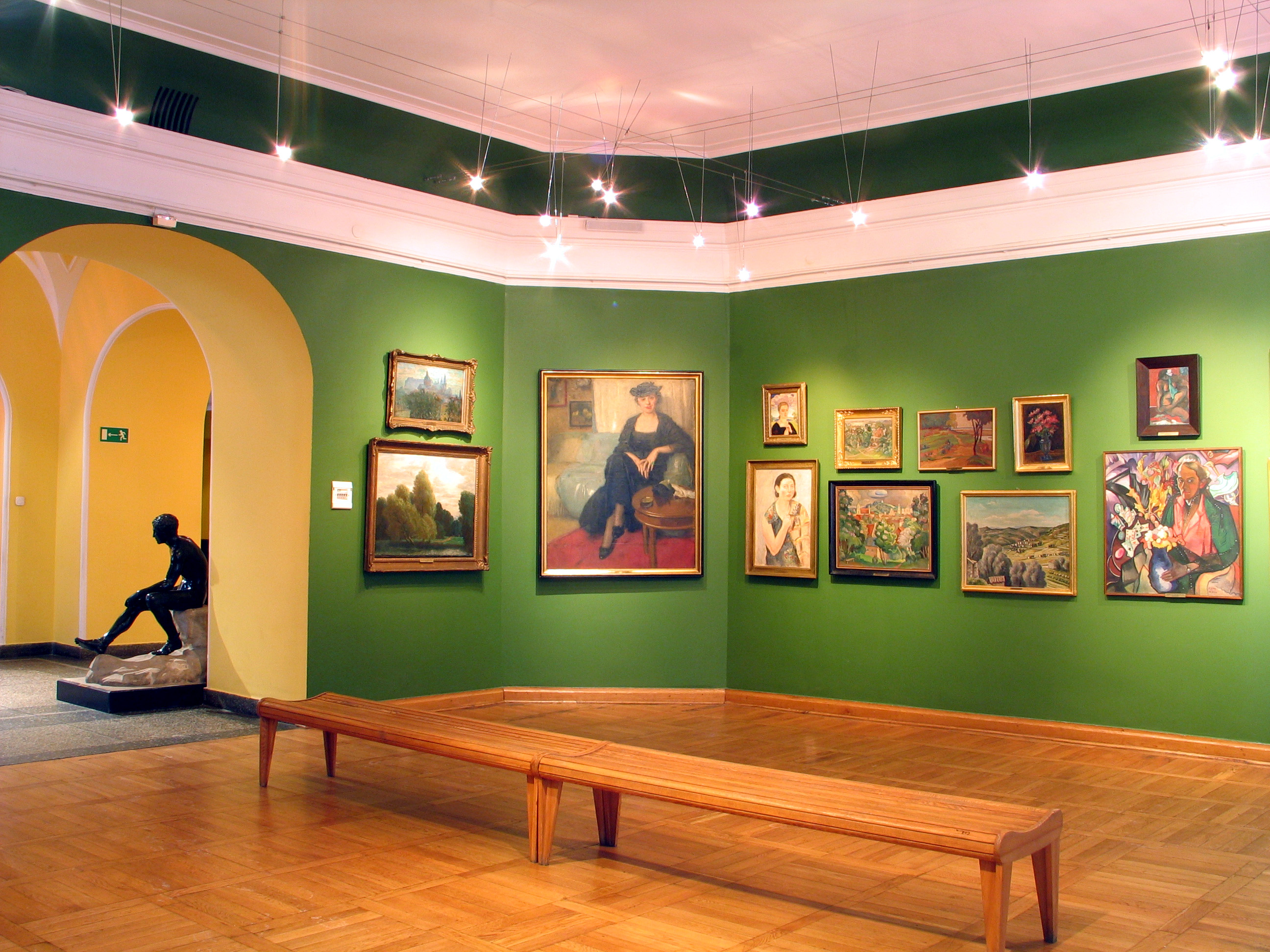
Wystawa Stała – Sala Szmaragdowa
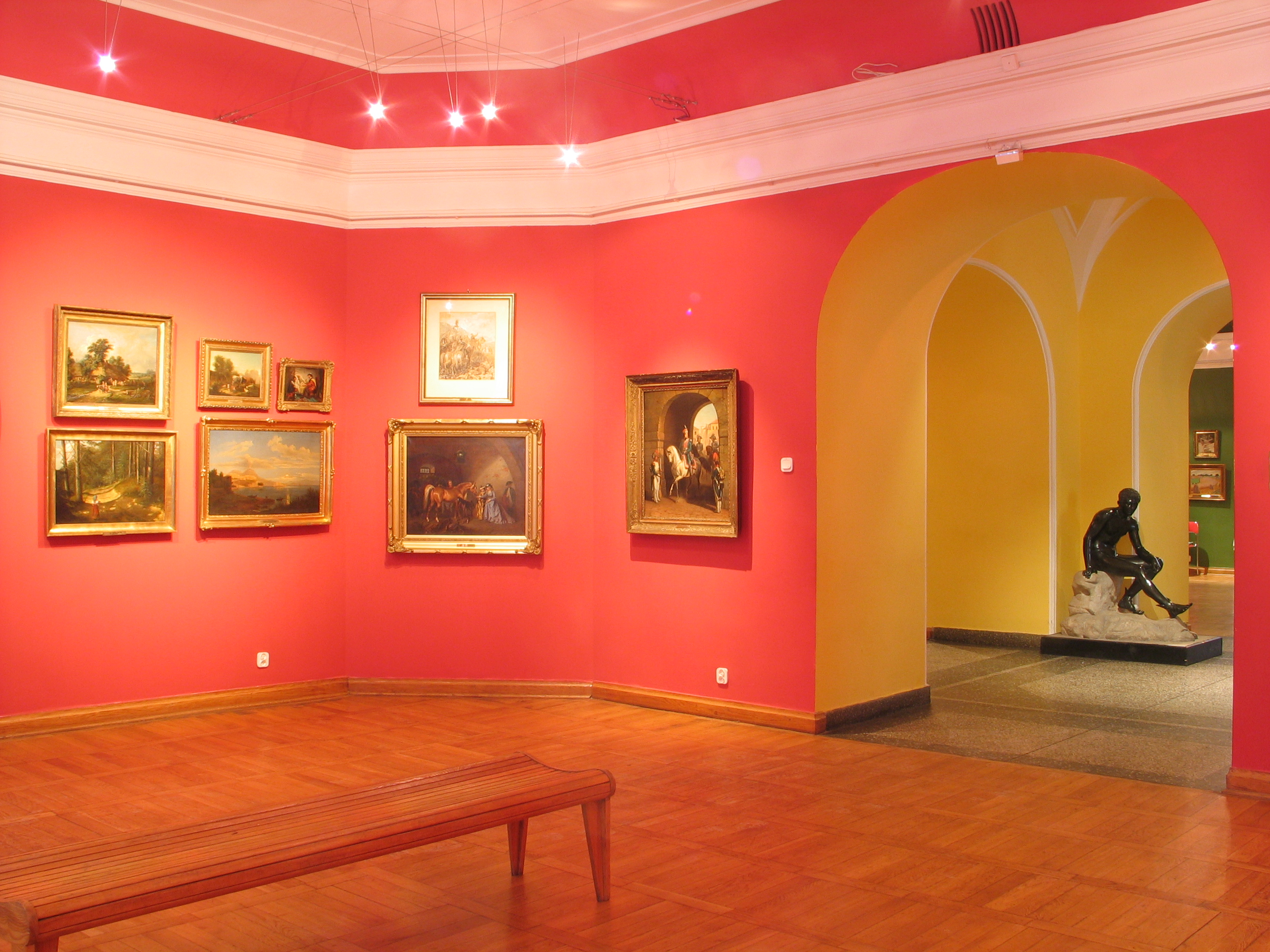
Wystawa Stała – Sala Rubinowa
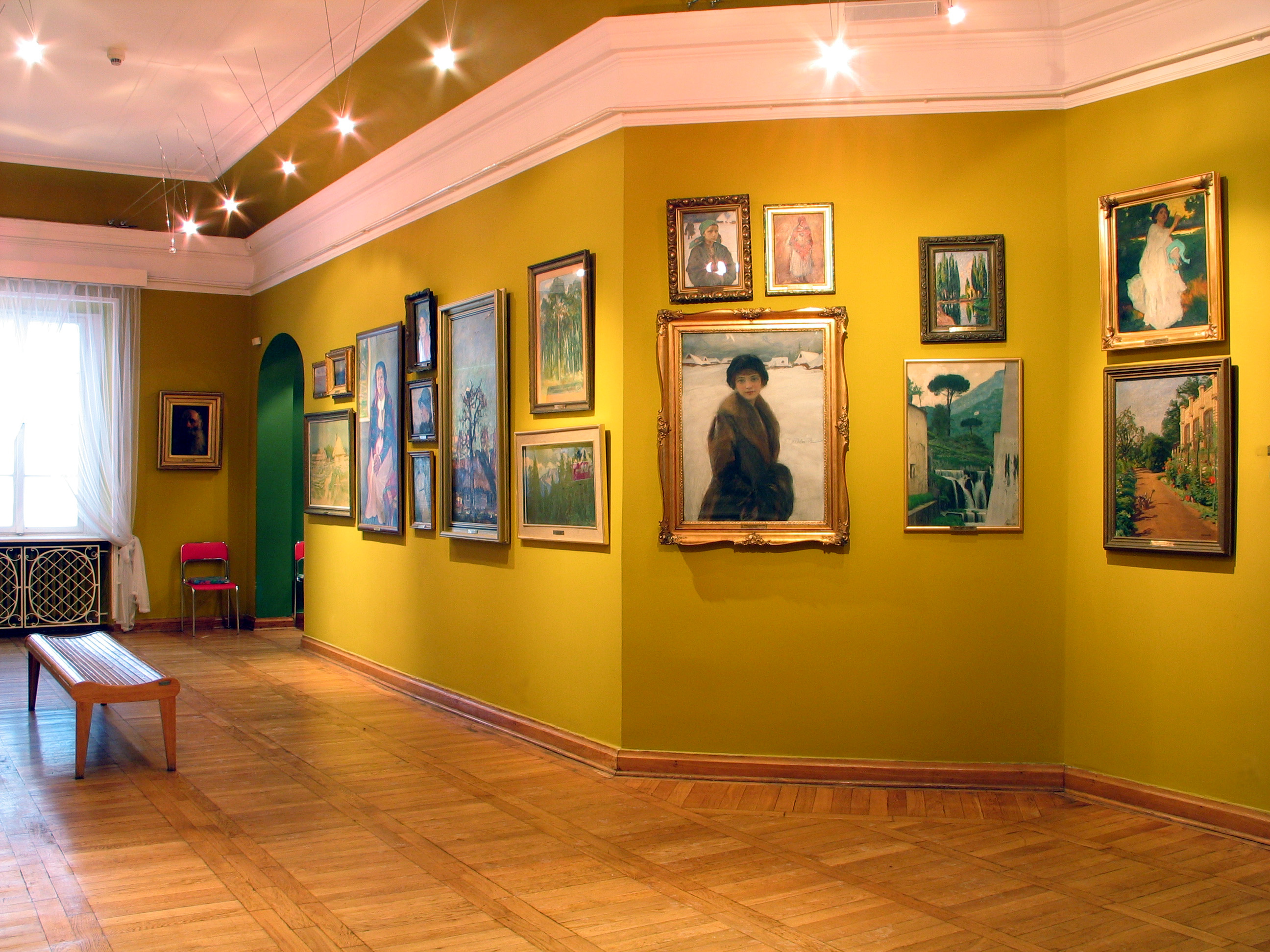
Wystawa Stała – Sala Złota

### Wystawa stała
Stała ekspozycja liczy ponad 120 dzieł najwybitniejszych polskich i obcych malarzy, działających w ciągu ostatnich 250 lat. To także reprezentacyjny przegląd dziejów malarstwa, ilustrowany pracami takich twórców jak Marcello Bacciarelli, Jan Chrzciciel Lampi, Józef Grassi, Michał Bogoria Skotnicki, Piotr Michałowski. Ważną grupę tworzy zespół obrazów, będących dziełami artystów związanych z dworem Jana Klemensa Branickiego. Ozdobą Galerii jest zespół płócien polskich malarzy wykształconych w Akademii Monachijskiej, zaś prawdziwym arcydziełem w tej grupie – „Wyjazd powozem” Alfreda Wierusza-Kowalskiego.
Przemiany w sztuce 2. poł. XIX w. są zilustrowane obrazami Olgi Boznańskiej i artystów związanych z krakowską Akademią Sztuk Pięknych, m.in. Jacka Malczewskiego, Stanisława Wyspiańskiego, Juliana Fałata, Jana Stanisławskiego i wielu innych. Wielość nurtów malarstwa w pierwszych dekadach XX w. prezentują płótna uczniów tzw. szkoły pejzażowej Jana Stanisławskiego, artystów wileńskich czy Stanisława Ignacego Witkiewicza.

### Historia Ratusza w Białymstoku
Ratusz w Białymstoku nigdy nie był siedzibą władz miejskich, od początku pełnił funkcję handlową. Był to więc nie tyle ratusz, co bardziej kramica lub sukiennica. Ufundowany został przez Jana Klemensa Branickiego jako element kompozycji przestrzennej rynku – miał stanowić jego dominantę architektoniczną. Jego budowa przebiegała w kilku etapach. W 1745 r. postawiony został parterowy, oparty na rzucie kwadratu obiekt, przykryty łamanym dachem. Znalazło w nim miejsce 10 sklepów oddanych w dzierżawę miejscowym Żydom. Rozwój handlu spowodował, że już w 1755 r., na koszt około 20 kupców żydowskich, wybudowano 4 narożne pawilony – alkierze. Połączone one zostały z głównym budynkiem arkadkami, które pełniły funkcję wejść bocznych na dziedzińce wewnętrzne. W 1761 r. wybudowana została jedna kondygnacja wieży, podwyższona do obecnej wysokości w 1798 r. Tak długi czas budowy ratusza świadczy o tym, że wymuszona ona została czynnikami zewnętrznymi, a nie jednorodną koncepcją architektoniczną. Pomimo tego białostocki ratusz jest jedną z piękniejszych budowli w mieście i stanowi rzadki w Polsce przykład ratusza alkierzowego. Jego autorstwo przypisywane jest Janowi Henrykowi Klemmowi, który zaprojektował prawdopodobnie jedynie alkierze. Gdy budowano drugą kondygnację wieży, nadając całemu budynkowi znaną nam obecnie formę J.H. Klemm już nie żył. W 1772 r. w ratuszu mieściło się 48 kramów, a w wieży, na parterze i piętrze, urządzono izbę sądową i areszt. W związku z dalszym rozwojem handlu, około 1807 r., poszerzono alkierze o podcienie. W 1868 r. na ratuszowej wieży pojawił się zegar wykonany przez „uczonego zegarmistrza Tropa”. Około 1898 r. wokół hełmu wieży umieszczona została metalowa galeryjka, służąca jako punkt obserwacyjny Białostockiej Ochotniczej Straży Ogniowej.
W 1922 r. w ratuszu – bazarze mieściło się ponad 100 sklepików różnych branży. Stan techniczny i estetyczny tego zabytkowego obiektu budził ogromne zastrzeżenia. Konserwator Okręgu Białostockiego w 1923 r. wnioskował o wywłaszczenie wszystkich właścicieli i przeprowadzenie rekonstrukcji budynku. Plan ten nie został zrealizowany. W 1940 r. okupujący Białystok Rosjanie chcąc postawić w centrum miasta pomnik Józefa Stalina rozebrali ratusz, widząc w nim symbol szlacheckiej Rzeczypospolitej. W 1953 r., dzięki staraniom Władysława Paszkowskiego – Wojewódzkiego Konserwatora Zabytków – rozpoczęto jego odbudowę. Autorem projektu architektonicznego była Zofia Chojnacka. Wnętrza zaprojektował Stanisław Bukowski. Prace zakończono w 1958 r., przeznaczając ratusz na siedzibę Muzeum Okręgowego. Zasadniczą zmianą wprowadzoną przy odbudowie, było podpiwniczenie budynku i połączenie alkierzy z centralną częścią obiektu łącznikami (w miejscu historycznych arkad), co zapewniło wewnętrzną komunikację.

## Misja i działalność
Misją Muzeum jest budowanie tożsamości regionalnej poprzez rozwój i ochronę dziedzictwa kulturowego, dlatego jej głównym mottem jest: „Dziedzictwo kulturowe – ciągłość tradycji i bogactwo regionu”. Ambicją muzeum jest również kreowanie i utrwalanie polskości w tożsamości europejskiej oraz promocja wewnętrzna i zewnętrzna dorobku kulturowego województwa podlaskiego.
Misja muzeum realizowana jest poprzez działalność, której główne osie stanowią:
- gromadzenie zabytków/muzealiów i materiałów dokumentacyjnych;
- organizacja i prowadzenie badań, ekspedycji naukowych oraz prac wykopaliskowych;
- organizacja wystaw stałych i czasowych;
- prowadzenie działalności oświatowej, np. lekcji muzealnych;
- udostępnianie zbiorów dla celów naukowych i oświatowych;
- publikacja i rozpowszechnianie katalogów, przewodników wystaw, wyników badań, wykopalisk i ekspedycji oraz wydawnictw popularnonaukowych z zakresu swojej działalności;
- Muzeum Podlaski wydaje trzy periodyki naukowe spośród których najważniejszym jest ukazujący się od 1961 r. „Rocznik Białostocki”.

### Edukacja
Zbiory prezentowane na niemal trzydziestu wystawach stałych i tyluż, przygotowywanych corocznie wystawach czasowych, to baza różnorodnych zajęć edukacyjnych prowadzonych we wszystkich oddziałach oraz w bibliotece muzealnej. W Muzeum, w otoczeniu autentycznych zabytków – dzieł sztuki, starych dokumentów, fotografii, dawnych sprzętów łatwiej mówić o historii i sztuce, łatwiej się o nich uczyć. Muzeum posiada bogatą ofertę edukacyjną skierowaną do rodzin z dziećmi, przedszkolaków i uczniów szkół, jak również osób dorosłych.

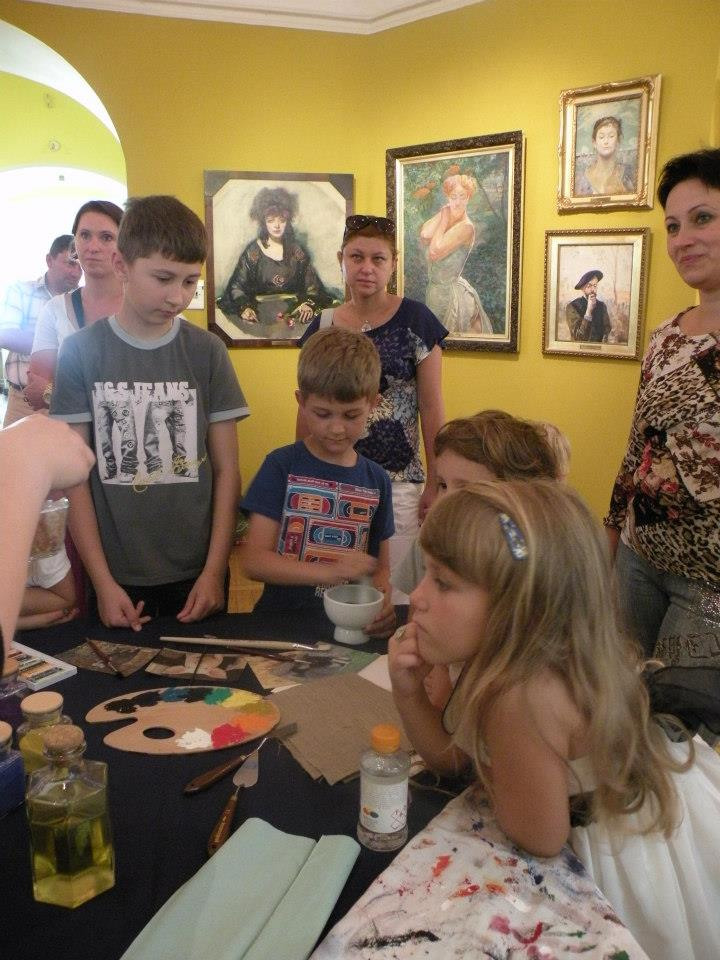
Młodzież na warsztatach w Sali Złotej Ratusza
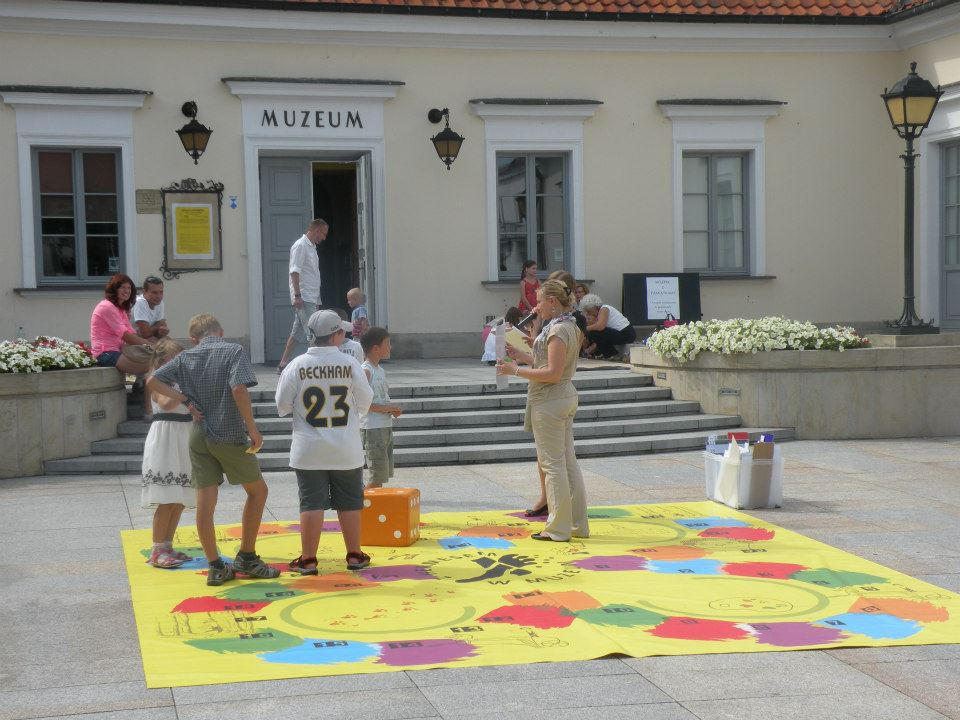
Zajęcia interaktywne na dziedzińcu Ratusza
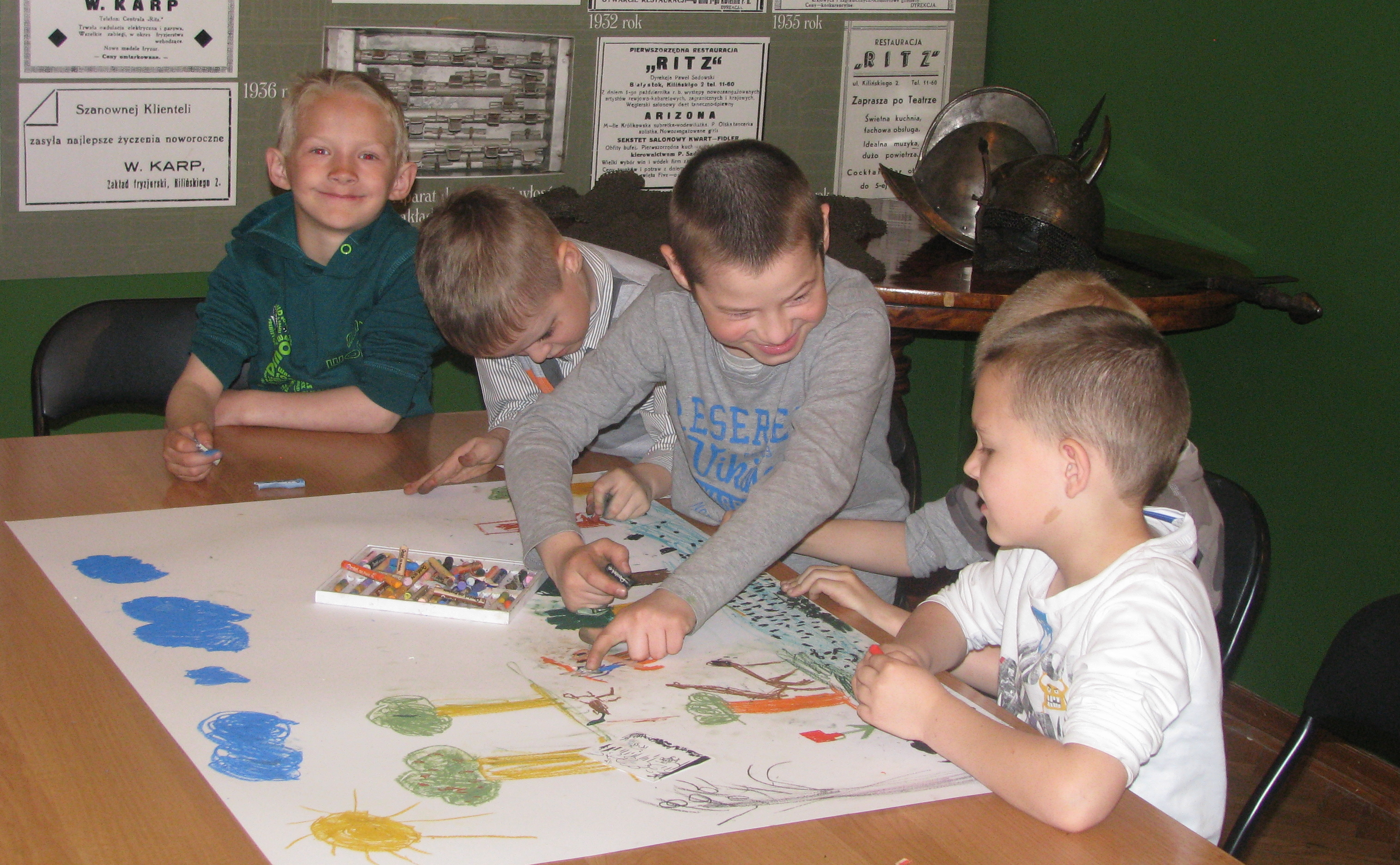
Warsztaty w Muzeum Historycznym
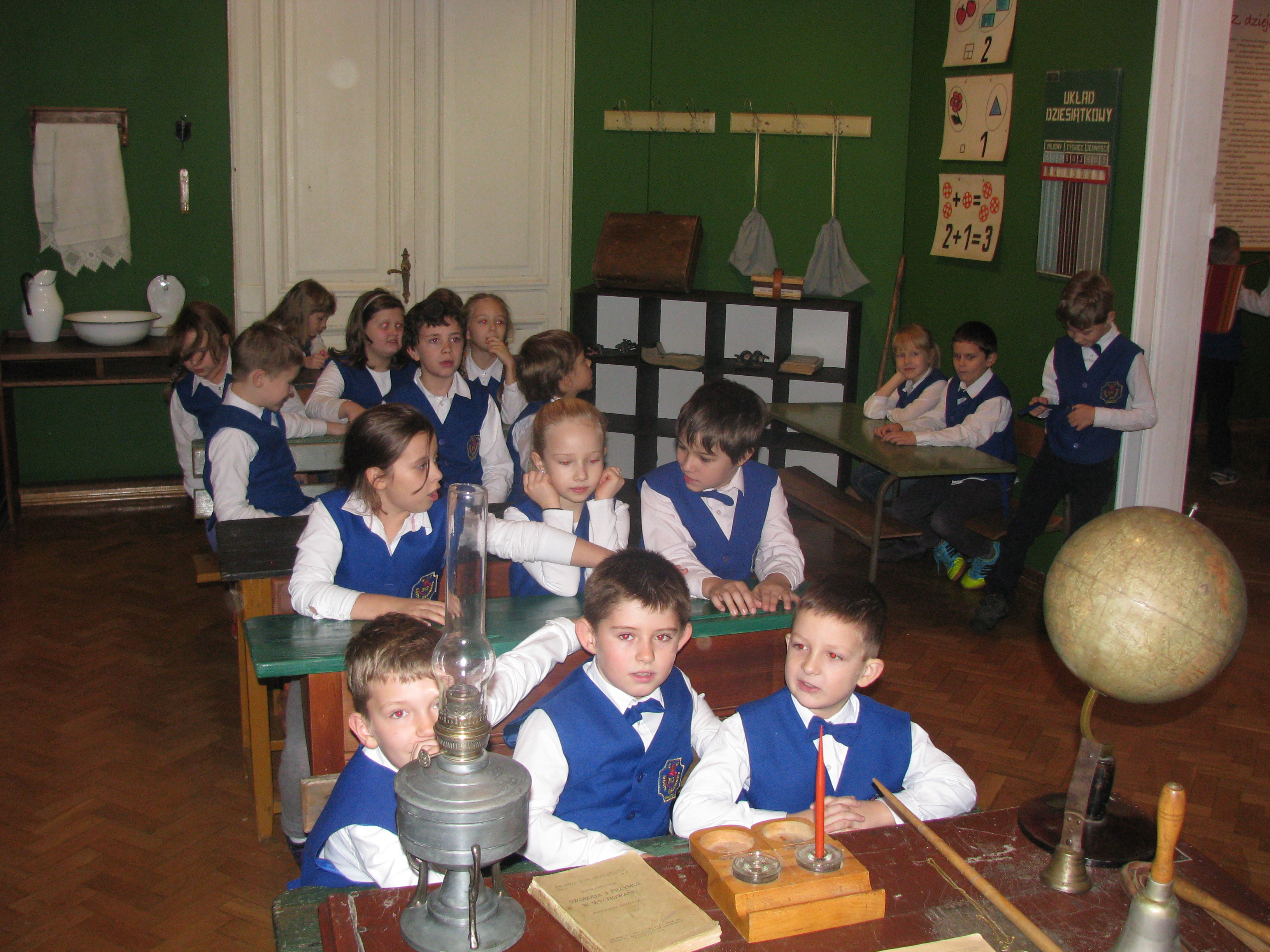
Warsztaty towarzyszące wystawie „W szkolnej ławie” w Muzeum Historycznym
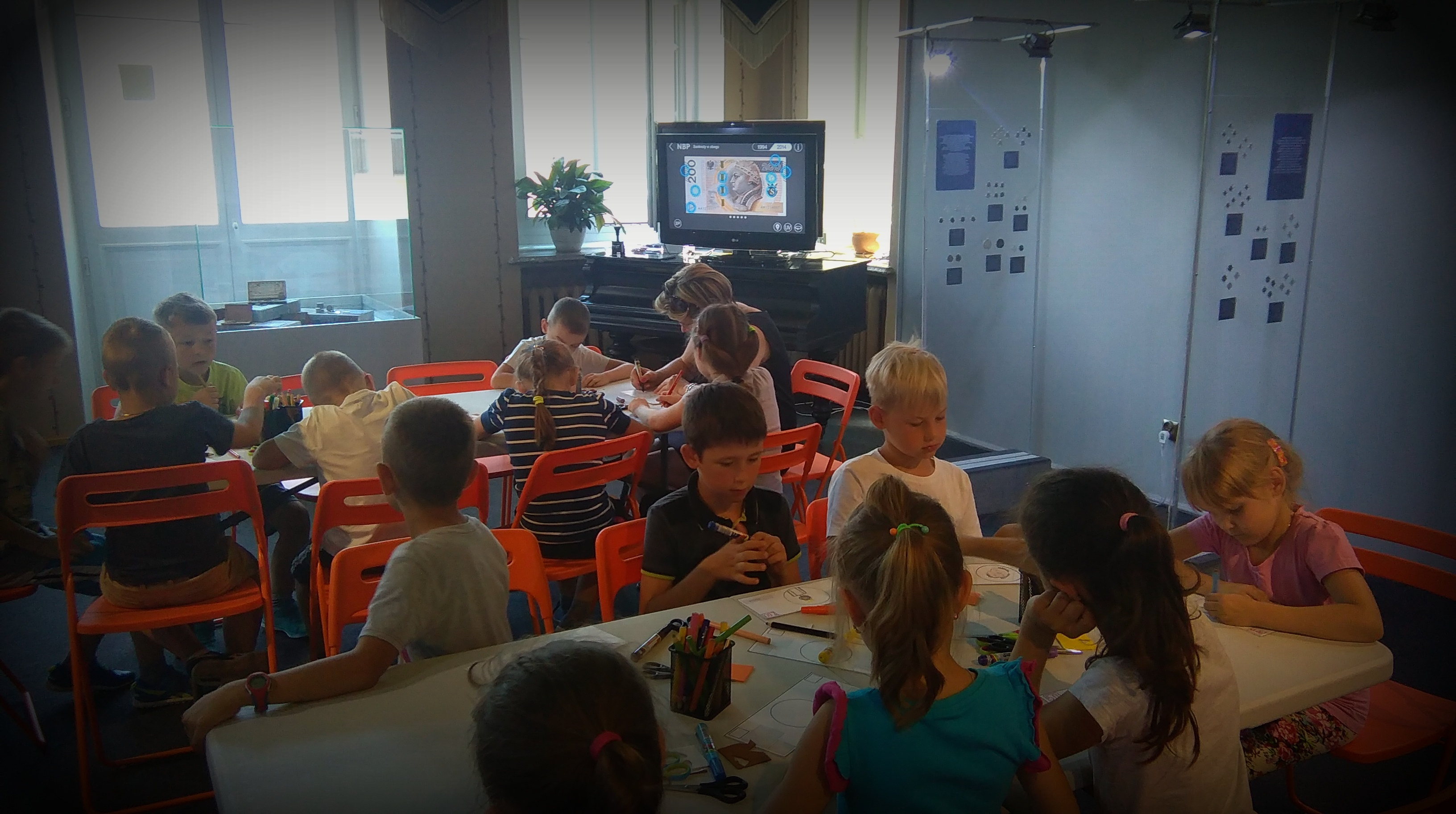
Warsztaty „Bezpieczne pieniądze” w Muzeum Historycznym

## Galeria

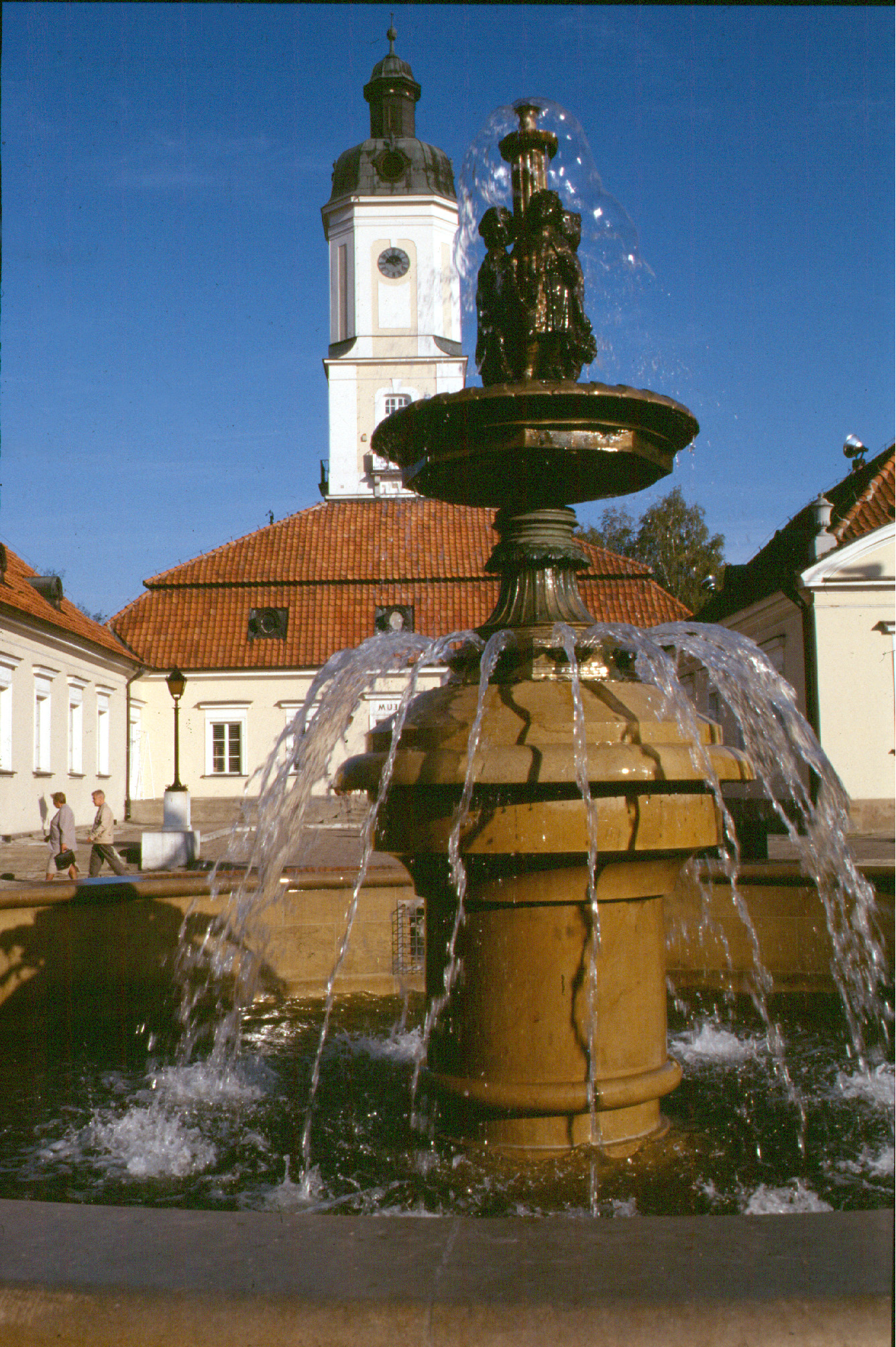
Ratusz w Białymstoku – widok od strony wschodniej
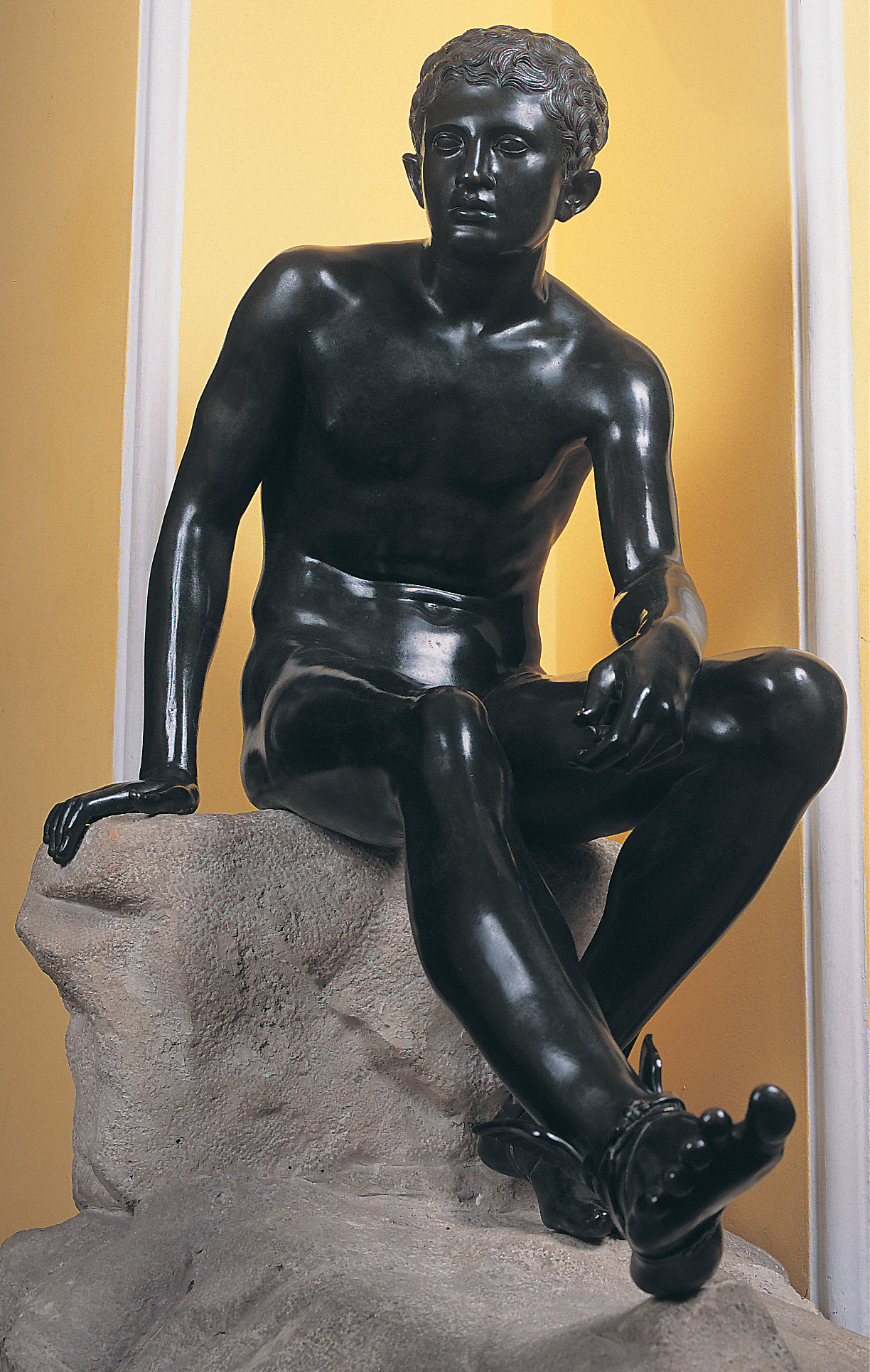
Figura Hermesa w holu Ratusza
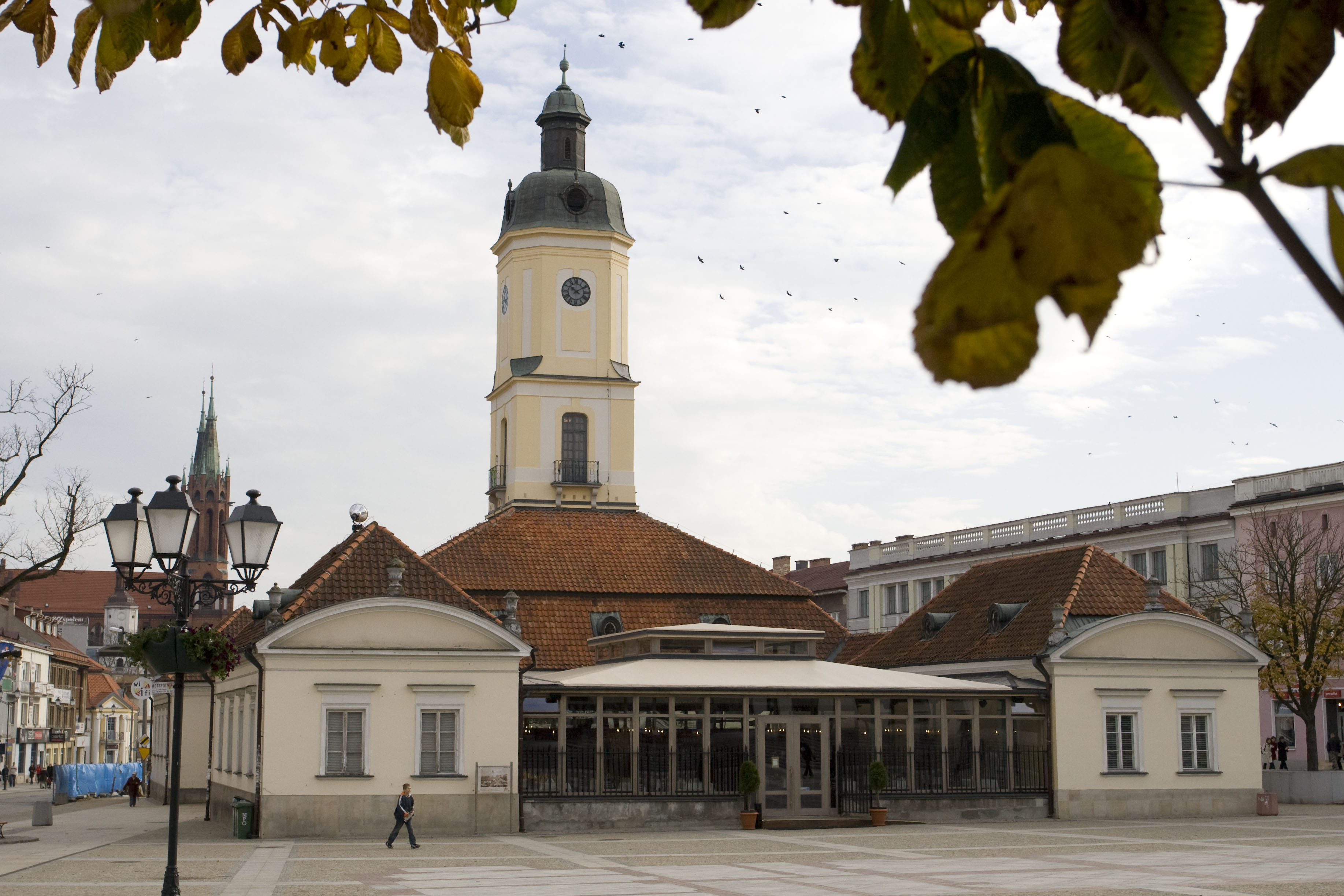
Ratusz w Białymstoku – widok od strony zachodniej
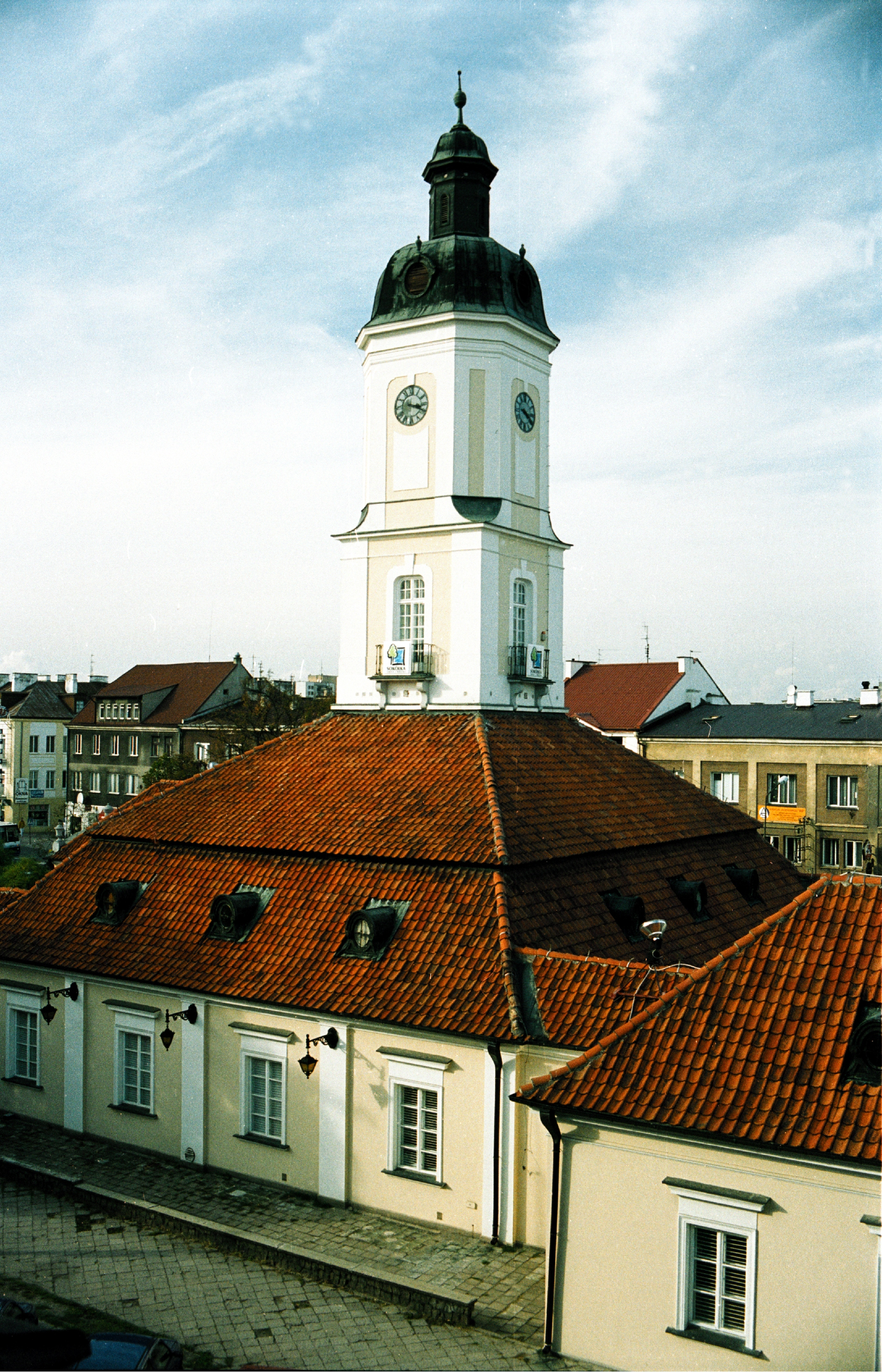
Ratusz w Białymstoku – widok od strony południowej